# 伊塔事件
伊塔事件，中华人民共和国政府称“5·29反革命暴乱事件”。1962年5月29日，当时有6.7万中国新疆公民通过以伊犁的霍尔果斯口岸和塔城的巴克图口岸为主的几个重要边境口岸，集体非法越境前往邻国苏联。因此包括伊犁草原、阿尔泰草原在内的新疆边境地区人口锐减，新疆生产建设兵团也自此时起开始进驻边境农庄和牧场从事生产活动，并随后在中苏边境建立了一系列国营农场，将其作为国防屏障。

## 历史渊源
1871年，俄羅斯帝國出兵侵占整个伊犁，直至《伊犁条约》签署伊犁复归中国后，俄国仍鼓动抢掠伊犁人民至俄境内。1917年俄国革命爆发后，沙皇政府又从中亚强徵哈萨克牧民奔赴前线镇压革命；此举使得当地民众爆发起义，被镇压后的民众有10万人逃亡并滞留于新疆境内，时省主席杨增新为哈族难民办理了入籍手续。1932年至1938年，由于日本对苏联的野心使得斯大林排斥亚裔，后者将1万名华侨遣返至塔城地区。亲苏的盛世才自1934年起长期执政新疆，保持了苏联在新疆的强力影响。
作為策动新疆独立的手段，苏联政府持续以归化新疆當地俄罗斯族人及少数民族來发展侨民，拓展基层势力。二战使得苏联人口损失严重，亟需人口的苏联决定从中国各地补充公民。除威逼东北、上海、天津等地的白俄侨民外，苏联将争取侨民的重点集中在新疆，主要利诱哈萨克族、维吾尔族和塔塔尔族等中亚族人加入苏联国籍。未前往苏联境内的新苏侨，则成为了苏联情报网中的一部分人员。
中华人民共和国成立初期，中华人民共和国政府承认双重国籍，苏联侨民仍具有中华人民共和国国籍。同时，由于中亚语言翻译奇缺以及对苏联的信任，新疆部分民族学校甚至直接采用苏联的相应语言课本进行教学，这在一定程度上导致当地青少年对中国缺乏认同感。

## 背景
1954年3月，由于战后粮食短缺，苏共中央作出“开垦荒地”（處女地運動）的决议，并企图以要求“侨民”返苏的形式从中国争取到廉价劳动力，中方曾大力配合，並且在新疆各州各地区成立了“迁侨委员会”。苏联中亚地区的地方政府官员因多与新疆境内民族同族同言，也常常意以探亲为理由向苏联输入劳动力。如1956年吉尔吉斯某集体农庄党委书记曾企图带走280户柯尔克孜族牧民前往苏联未遂；而苏联籍的新疆政协处长、曾被哈萨克斯坦党中央书记日甫由夫接见并诺以高位的铁衣甫阿吉，带走了伊宁县哈西乡462户人家。
1957年中国发起了“反右倾”运动，大量苏联归国华侨被诬为“右派”并遭受不公正待遇。1959至1961年，中国大陆爆發三年大饑荒。1960年2月，苏联边防军占领了中苏交界的额尔古纳河上属于内蒙古管辖的克鲁赤纳岛，4月苏联边防人员又在新疆博孜艾格尔山口驱赶中国牧民，并绑架中方人员。中方保持克制并试图与苏联修复关系无果，双方互信度进一步下降。苏联的哈萨克广播电台用哈萨克语和维吾尔语播送对苏联的赞美和对中国的诋毁，对新疆境内人民进行渗透。在新疆的苏联协会通常向当地居民越权发放非法苏联侨民证或苏联护照。祖农·太也夫（塔塔爾族）和马尔果夫·伊斯哈科夫（塔塔尔族）两位中国人民解放军开国少将，在事件发生前也起到了较大的推动作用。他们煽动当地居民前往苏联协会领取非法苏侨证，并以此作为根据前往苏联。

## 经过
1962年4月22日凌晨，数十名拎着行李、拖儿带女的边民来到霍尔果斯口岸，要求乘坐国际公共汽车前往苏联。但因当天无车运营而与边防战士发生口角，其后数千名手持苏侨证的边民来到口岸并发生了冲突。此时苏联方向开来大量汽车接走边民，并持续了三天三夜。中方声称坚持了“不开枪，不动武，不与群众发生冲突”的原则，没有造成流血死人的事情。马尔果夫·伊斯哈科夫少将在苏联接待了非法越境的中国公民。直至5月31日，苏联当局出于政治上的需要，才封闭了伊犁、塔城部分地区的边境，并将驻伊宁和乌鲁木齐的总领事馆关闭。

## 后续影响
在新疆各边境地区中，塔城地区的逃离者最多，共外逃4万多人，并带走牲畜30多万头，使得40多万亩农田未能播种。许多公社、农场及其下辖的基层组织一时陷于瘫痪及解体边缘。伊犁州下直属县、市也有1.6万多人越境，仅霍城县就达1.4万余人，使霍城县经济损失达978.9万元。大批农牧民离开边境地区后，解放軍不得不調動新疆生产建设兵团进驻大片荒廢產業填補空缺，称为“三代”（代耕、代牧、代管）。后来，在多次外交努力仍無望使苏联遣返外逃人员的情况下，中国新成立了边境团场并划定了边境带，“三代”人员就留在当地继续从事农业生产和守卫边疆。兵团当时为稳定新疆局势，防止苏联的渗透和破坏起到了至关重要的作用。事件发生后，苏联利用逃苏华侨向新疆邮寄包裹，宣传其发达的物质文明。不过1978年之后，中国施行改革开放，人民生活水平大幅提高；而1991年苏联解体后，前苏联地区经济一度陷入崩溃境地，当年逃苏的部分人因此希望返回中国定居，但被中国政府拒绝。

## 扩展阅读
- 新疆苏联侨民问题的历史考察，李丹慧 著